# Murray Edwards College
Murray Edwards College est l'un des 31 collèges de l'université de Cambridge au Royaume-Uni fondé en 1954 comme collège pour femmes.

## Historique
Il est fondé en 1954 sous le nom de New Hall, puis voit son nom modifié en l'honneur de Rosemary Murray, fondatrice et ancienne principale du collège (1964-1981), et Ros et Steve Edwards, deux mécènes et entrepreneurs locaux.
La décision de sa construction comme troisième collège pour femmes vient du constat que le ratio hommes-femmes à Cambridge reste de 10 pour 1, bien que depuis 1948, les étudiantes aient accès aux diplômes universitaires. Rosemary Murray, chimiste et fellow de Girton College devient secrétaire de la Third Foundation for Women, fondée pour créer le nouveau collège, puis elle est nommée responsable de New Hall, qui ouvre en 1954, avec 16 étudiantes de licence. Le collège est alors situé sur Silver Street, puis il bénéficie de locaux sur Huntingdon Road, qui sont agrandis entre 1962 et 1965. Rosemary Murray devient principale en 1964, fonction qu'elle occupe jusqu'en 1981.
En 1972, le collège devient un collège constitutif de l'université.

## Personnalités liées au collège
- Jocelyn Bell Burnell
- Rosemary Murray, chimiste et principale du collège

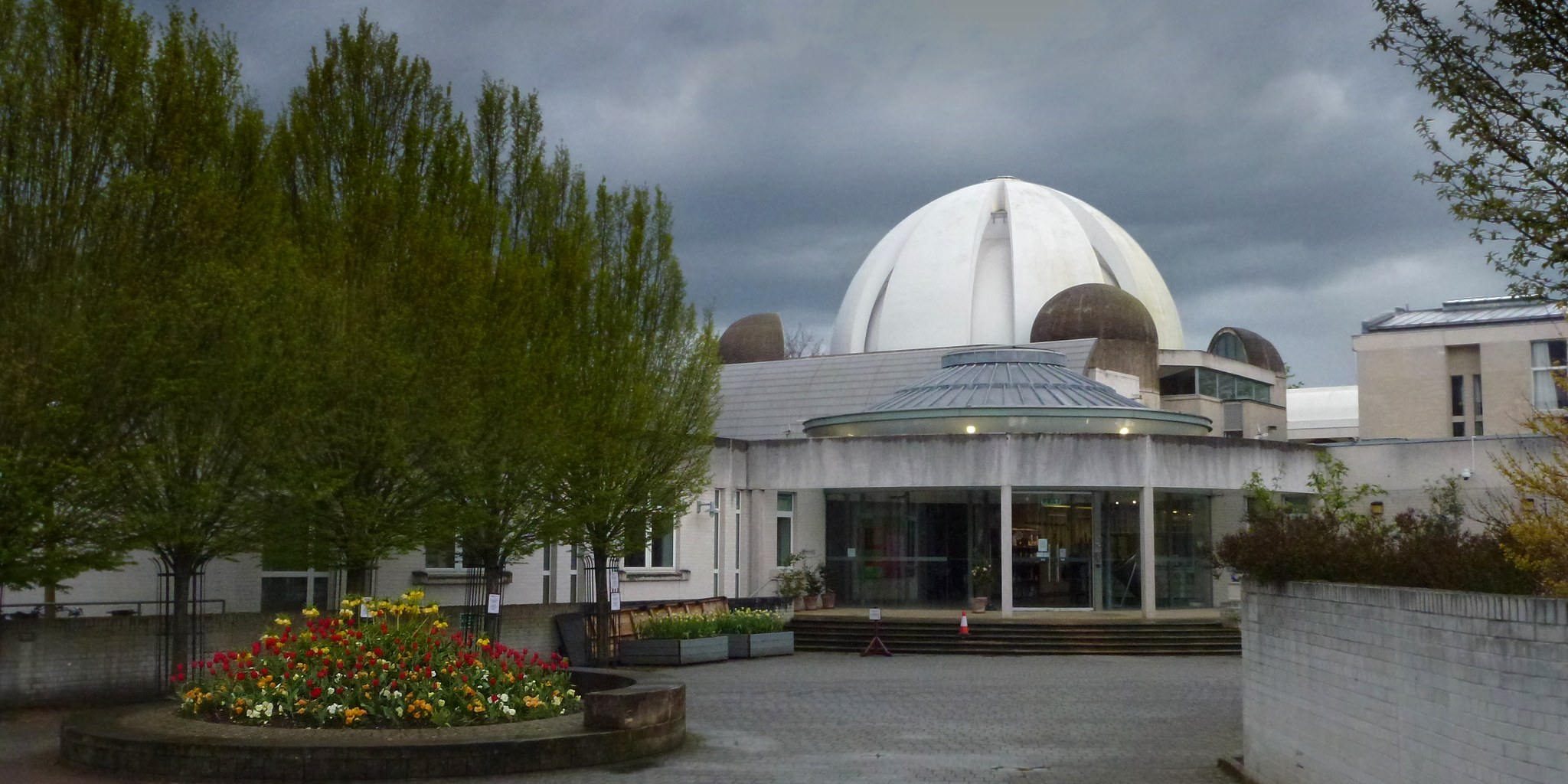
Vue d'une partie des bâtiments.